# Sényi László
Sényi László (Brassó, 1874. február 12. – Marosvásárhely, 1949. május 5.) erdélyi magyar író, szerkesztő.

## Életútja, munkássága
A kolozsvári Római Katolikus Főgimnáziumban érettségizett, majd jogi és államtudományi tanulmányokat folytatott a Kolozsvári Magyar Királyi Ferenc József Tudományegyetemen. 1897–1918 között Maros-Torda vármegyében főszolgabíró volt. Mivel 1918-ban nem tette le az új román hatalom által elvárt hűségesküt, elveszítette állását. 1921-től Erdélyi Társaság címmel félhavi lapot indított, majd 1922–27 között a Székely Naplót, 1931-től pedig a Székelyföldet szerkesztette. 1928-tól haláláig mint főtitkár vezette a marosvásárhelyi Kemény Zsigmond Társaságot, s hivatásának tekintette, hogy azt az irodalmi élet központjává tegye és kiemelje kisvárosi elszigeteltségéből. Neki köszönhető a KZST fellendülése a két világháború között: rendszeres felolvasó- és előadóesteket szervezett, az előadók között volt Szentimrei Jenő, Gulácsy Irén, Kádár Imre, Makkai Sándor (1928), Tamási Áron, Bánffy Miklós, Dsida Jenő, Bárd Oszkár, Szántó György, Tompa László, Kacsó Sándor, Markovits Rodion, Tabéry Géza, Móra Ferenc, Mécs László, Erwin Wittstock (1929), Móricz Zsigmond, Benedek Marcell (1930).
Gondot fordított az erdélyi magyar irodalom tárgyi örökségének megőrzésére is: sírkövet állíttatott Sipos Domokosnak, emléktáblát Marosvásárhelyen Petelei Istvánnak, ő mentette meg Salamon Ernő kéziratos hagyatékát, valamint a koronkai Toldalagi grófok könyvritkaságait. A második világháború után egyike volt a Salamon Ernő Népi Athenaeum, majd a Tolnai Lajos Népi Kollégium alapítóinak, jelen volt a Székely Színház létrehozásánál. Szerkesztésében jelent meg a KZST Ünnepi Könyve a Társaság fennállásának 50. évfordulójára; az ő hagyatékában őrződött meg a Molter-házban, majd került a Teleki Tékába a Társaság levelezési naplója, levelek, kéziratok, cikkek, műsorok gyűjteménye, amelyet Marosi Ildikó rendezett sajtó alá és jelentetett meg 1973-ban.